# جانی گرینوود
جاناتان ریچارد گای گرینوود (انگلیسی: Jonathan Richard Guy Greenwood؛ زادهٔ ۵ نوامبر ۱۹۷۱) موسیقی‌دان و آهنگساز انگلیسی است که بیشتر به‌عنوان یکی از اعضای گروه راک ریدیوهد شناخته می‌شود. گرینوود توانایی اجرا با سازهای مختلف را دارد اما بیشتر به عنوان گیتاریست و نوازنده کیبورد فعالیت می‌کند. به جز این دو ساز گرینوود نوازنده ویولا، زیلفون درام و غیره نیز هست. او همچنین نوازنده اصلی الکترونیک در ریدیوهد است.
گرینوود نویسنده موسیقی متن فیلم‌های خون به پا خواهد شد و رشته خیال اثر پل توماس اندرسن بوده است. او برای رشته خیال نامزد جایزه اسکار بهترین موسیقی فیلم شد. برادر بزرگ‌تر او یعنی کالین گرینوود دیگر عضو گروه ریدیوهد است. گرینوود به دلیل سبک پرخاشگرانه موسیقی‌اش به عنوان یکی از بزرگ‌ترین گیتاریست‌های دوره مدرن شناخته می‌شود. او در سال ۲۰۱۹ به‌عنوان عضو ریدیوهد به تالار مشاهیر راک اند رول راه یافت.

## حرفه

### ریدیوهد
گرینوود در سال ۱۹۹۱ زمانی که ریدیوهد با کمپانی امی (EMI) قرار داد امضا کرد تحصیل خود در دانشگاه بروکس آکسفورد را رها کرد. با اینکه گرینوود تنها عضو گروه است که به‌طور کلاسیک به یادگیری ساز پرداخته (او ویولا را زمانی که بچه بود آموخت) اما تنها عضو گروه است که هیچ مدرک دانشگاهی ندارد.
تأثیر گرینوود را می‌توان در بسیاری از آهنگ‌های ریدیوهد شنید. او بیشتر به عنوان دومین عضو پراثر گروه بعد از تام یورک شناخته می‌شود. او نویسنده قطعه‌های پایانی آلبوم‌های باشه کامپیوتر (توریست) و زنده باد دزدها (گرگی جلوی در) است. تام یورک دربارهٔ آهنگ فقط گفته است «این آهنگ رقابتی بود بین من و جانی برای اینکه تا می‌توانیم در آن ملودی قرار دهیم».
نمونه‌ای از تبهر جانی را می‌توان در استفاده از ساز اوندس مارتنوت دید که در آهنگ‌های نظیر سرود ملی، چطور باید کاملاً محو شد از آلبوم بچه الف و آهنگ هرم از آلبوم فراموشکار دید. آهنگ «جایی که من تمام می‌کنم و تو شروع می‌کنی» از آلبوم زنده باد دزدها که همچنین از این ساز استفاده شده است به جین لورید یکی از پیشگامان اوندس تقدیم کرده است.

### کار تکی و پروژه‌های کنونی
در سال ۲۰۰۳ گرینوود اولین آلبوم تکی خود به نام ترانه‌های بدن را که موسیقی متن فیلمی به همین نام اثر فیلمساز سیمون پومل بود منتشر کرد. ترانه‌های بدن همچنین حاصل کمک برادر او کالین در گیتار بیس بود.
جانی گرینوود در سال ۲۰۰۴ توسط بی‌بی‌سی به عنوان ترانه‌نویس کنسرت‌ها استخدام شد. شغلی که به او این فرصت را داد که بسیاری از قطعات ارکستر سمفونی را بنویسد.
گرینوود برای قطعه «گیرنده سوپرهت چس‌فیل» برنده جایزه بهترین ترانه‌نویس بی‌بی‌سی از سوی شنونده‌ها در رادیو سه شد. در سال۲۰۰۷ گرینوود آلبوم امتیاز را برای موسیقی متن فیلم خون به پا خواهد شد از کارگردان پل توماس اندرسون را نوشت. کار اون به عنوان نویسنده موسیقی متن نقدهای بسیار مثبتی برای او به همراه داشت.

## تأثیرات موسیقی
گرینوود بسیار تحت تأثیر موسیقی جز و کلاسیک قرارداشته است و موسیقیدان‌های مورد علاقه او لی مورگان و مایلز دیویس هستند. در کنار بقیه اعضای ریدیوهد او یکی از طرفداران گروه کراوتراک (سبک موسیقی) کن و ترانه‌نویس لهستانی کریستف پندرسکی است. گرینوود گفته است که بهترین آهنگی که شنیده است سمفونی تورانگالیا است که در دورن جوانی شنیده است.
درآخرین روز تور ۲۰۰۸ ریدیوهد با گروه خرس‌های گریزلی گرینوود علاقه خودش را به این گروه روی استیج ابراز کرد: «آنها دوست داشتنی‌ترین گروه در دنیا هستند»

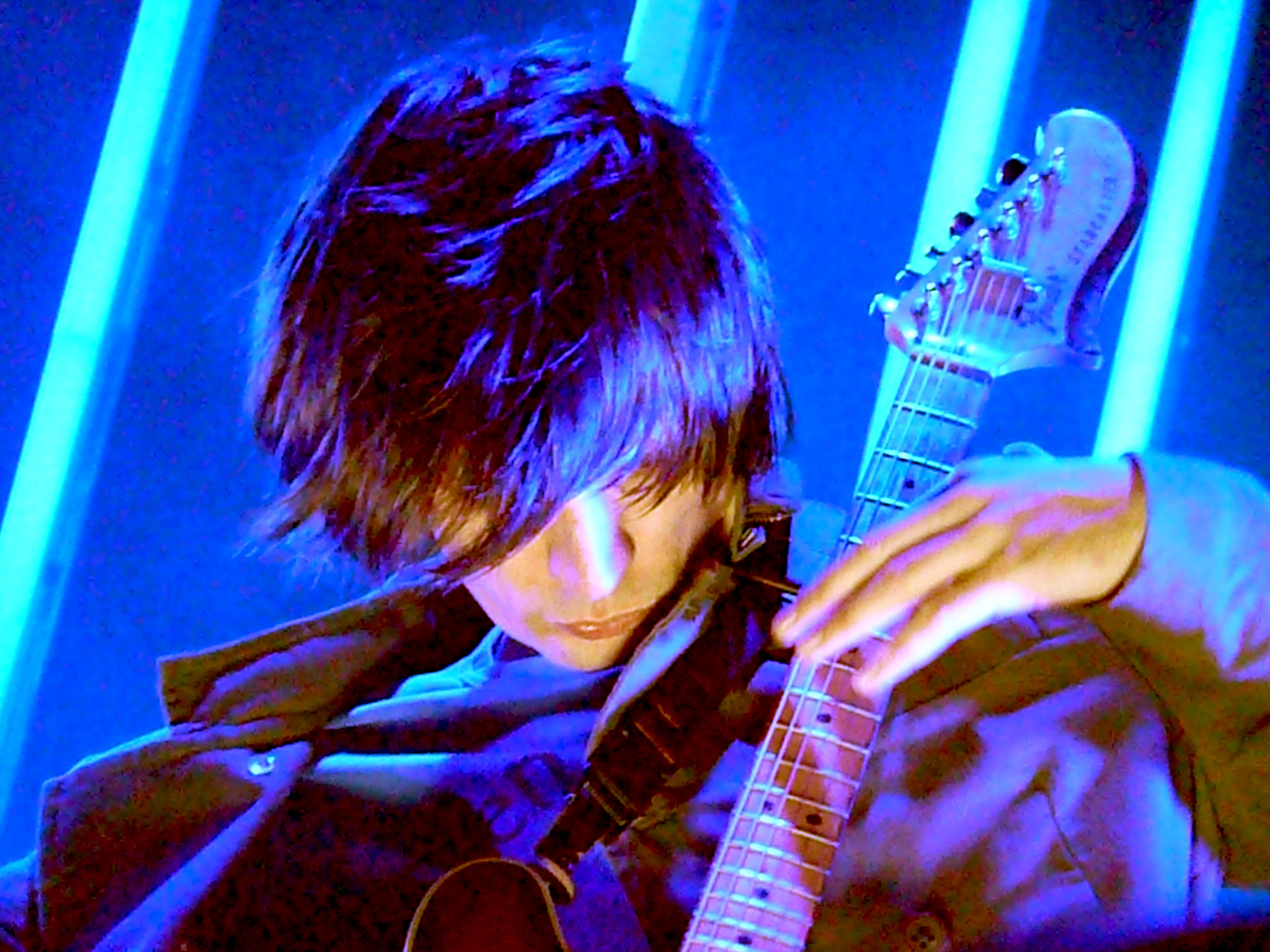
گرینوود در حال نواختن گیتار.

## میراث
گرینوود میلیون‌ها نفر انسان را با نواختن گیتارش تحت تأثیر قرار داده است. او جزو اولین و معدود گیتاریست‌هایی است که از آرشه برای نواختن گیتار استفاده می‌کند که باعث به وجود آمدن صدایی مانند ویلون می‌شود. به‌طور مشخص گرینوود به خاطر صدای گیتار خشن و اعتراضی‌اش نیز شناخته شده است. بسیاری از گروه‌ها و گیتاریست‌های جدید تحت تأثیر گرینوود قرار گرفته‌اند و او به عنوان یکی از پیشروترین و مدرن‌ترین گیتاریست‌های دوره جدید شناخته می‌شود. گرینوود در رنک مجله رولینگ استون در مکان چهل‌وهشتم بزرگ‌ترین گیتاریست‌های تمام دوران قرار گرفته است.